# Krakowski Bank Spółdzielczy
Krakowski Bank Spółdzielczy (KBS) – największy niezrzeszony polski bank spółdzielczy z siedzibą w Krakowie, oparty wyłącznie o polski kapitał.

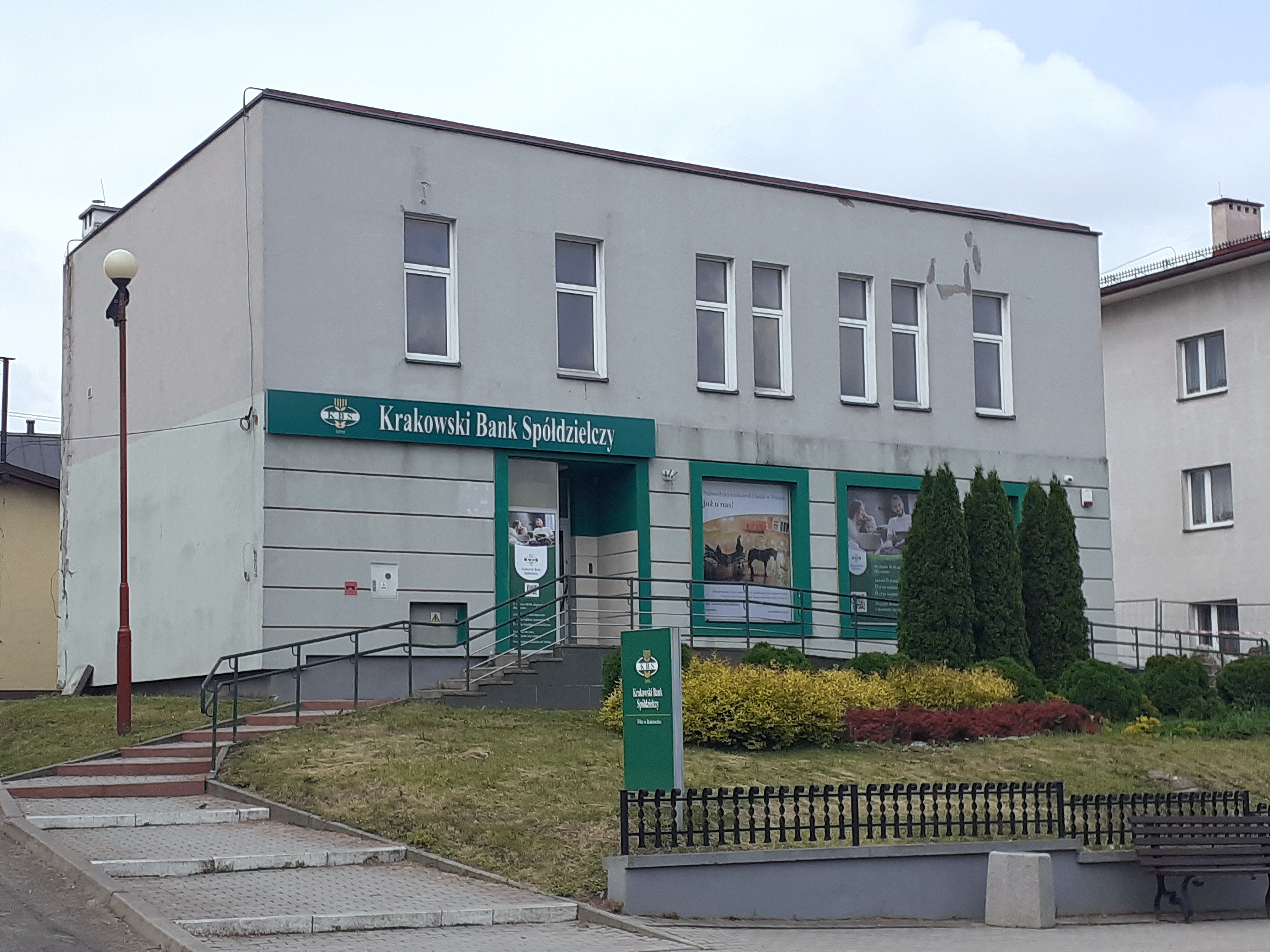
Oddział KBS w Bukowsku

Bank posiada system bankowości internetowej KBS24, KBSNet oraz aplikację mobilną mKBS. Od 1995 r. w budynku swej centrali prowadzi galerię malarstwa, rysunku i grafiki, promującą przede wszystkim artystów krakowskich.

## Historia
W grudniu 1898 pracownicy sądów krakowskich założyli Krakowskie Towarzystwo Zaliczkowe Urzędników udzielające tanich pożyczek pracownikom urzędów krakowskich. Pierwsza siedziba towarzystwa mieściła się w budynku Sądu Krajowego w Krakowie. Jego głównym celem było ochrona przed lichwą. Rozwijało się ono do I wojny światowej, w czasie której poniosło znaczne straty. Dalsza utrata kapitału nastąpiła w wyniku powojennej inflacji i kryzysu z lat 1929–1934. Kolejnymi lata rozwoju to 1937–1939.
W czasie okupacji niemieckiej, mimo skrajnie trudnych warunków, towarzystwo nie zaprzestało działalności, choć z powodów ekonomicznych musiało ją zredukować. 25 października 1948 towarzystwo zostało znacjonalizowane, a działalność ograniczono do obsługi kredytowej drobnego rolnictwa. Rok później zmieniono nazwę na Bank Spółdzielczy w Krakowie oraz przyłączono 10 okolicznych kas Stefczyka. Już w 1950 r. nastąpiła kolejna zmiana nazwy na Gminna Kasa Stefczyka z odpowiedzialnością udziałami. Częściowe przywrócenie spółdzielczości bankowej nastąpiło w 1957 r. W 1961 r. wrócono do nazwy Bank Spółdzielczy w Krakowie.
Po transformacji ustrojowej Bank Spółdzielczy w Krakowie z powodzeniem rozpoczął działalność na wolnym rynku. 1 stycznia 1994 BS prowadził działalność jedynie w Krakowie i dwóch podkrakowskich gminach – Zabierzowie i Wielkiej Wsi. Od 1994 zaczął się jego dynamiczny rozwój. W latach 1994–1999 do Krakowskiego Banku Spółdzielczego przyłączono 22 banki spółdzielcze. W 1999 r. działało już 37 placówek w województwach małopolskim i świętokrzyskim. W grudniu 1997 zmieniono nazwę banku na obecną. W maju 2002 jako pierwszy bank spółdzielczy w Polsce stał się bankiem samodzielnym.

## Władze
W skład 5-osobowego zarządu banku wchodzą:
- prezes zarządu
- 4 wiceprezesów zarządu

Czynności nadzoru banku sprawuje 11-osobowa rada nadzorcza.

## Placówki
Centrala banku mieści się w Krakowie przy Rynku Kleparskim 8.
Obecnie KBS posiada 69 placówek bankowych na terenie województw: małopolskiego, śląskiego, opolskiego, podkarpackiego i świętokrzyskiego.